# El Port del Comte
|  | Per a l'article del massís prepirinenc vegeu Port del Comte |

El Port del Comte és una de les tres entitats de població del municipi de La Coma i la Pedra, a la comarca catalana del Solsonès. Es tracta d'una urbanització situada entre els 1.560 i els 1.700 m. d'altitud a l'oest i al nord de la qual s'hi troba l'estació d'esquí del Port del Comte, per bé que les pistes de la mateixa no es considera que formin part d'aquesta entitat de població sinó que pertanyen a la de la Coma.
| Evolució demogràfica |            |            |            |                   |                   |                   |       |
| Any                  | Nucli urbà | Nucli urbà | Nucli urbà | Poblament dispers | Poblament dispers | Poblament dispers | Total |
| Any                  | Homes      | Dones      | Total      | Homes             | Dones             | Total             | Total |
| 2000                 | 27         | 13         | 40         | 0                 | 0                 | 0                 | 40    |
| 2001                 | 28         | 16         | 44         | 0                 | 0                 | 0                 | 44    |
| 2002                 | 28         | 16         | 44         | 0                 | 0                 | 0                 | 44    |
| 2003                 | 34         | 17         | 51         | 0                 | 0                 | 0                 | 51    |
| 2004                 | 34         | 21         | 55         | 0                 | 0                 | 0                 | 55    |
| 2005                 | 41         | 28         | 69         | 0                 | 0                 | 0                 | 69    |
| 2006                 | 42         | 27         | 69         | 0                 | 0                 | 0                 | 69    |
| 2007                 | 43         | 26         | 69         | 0                 | 0                 | 0                 | 69    |
| 2008                 | 52         | 28         | 80         | 0                 | 0                 | 0                 | 80    |
| Font: INE            |            |            |            |                   |                   |                   |       |